# Oneonta (Nova Iorque)
Oneonta é uma cidade localizada no Estado americano de Nova Iorque, no Condado de Otsego. A sua área é de 11,3 km², sua população é de 13 292 habitantes, e sua densidade populacional é de 1 171,7 hab/km² (segundo o censo americano de 2000).